# Melonenfrisur

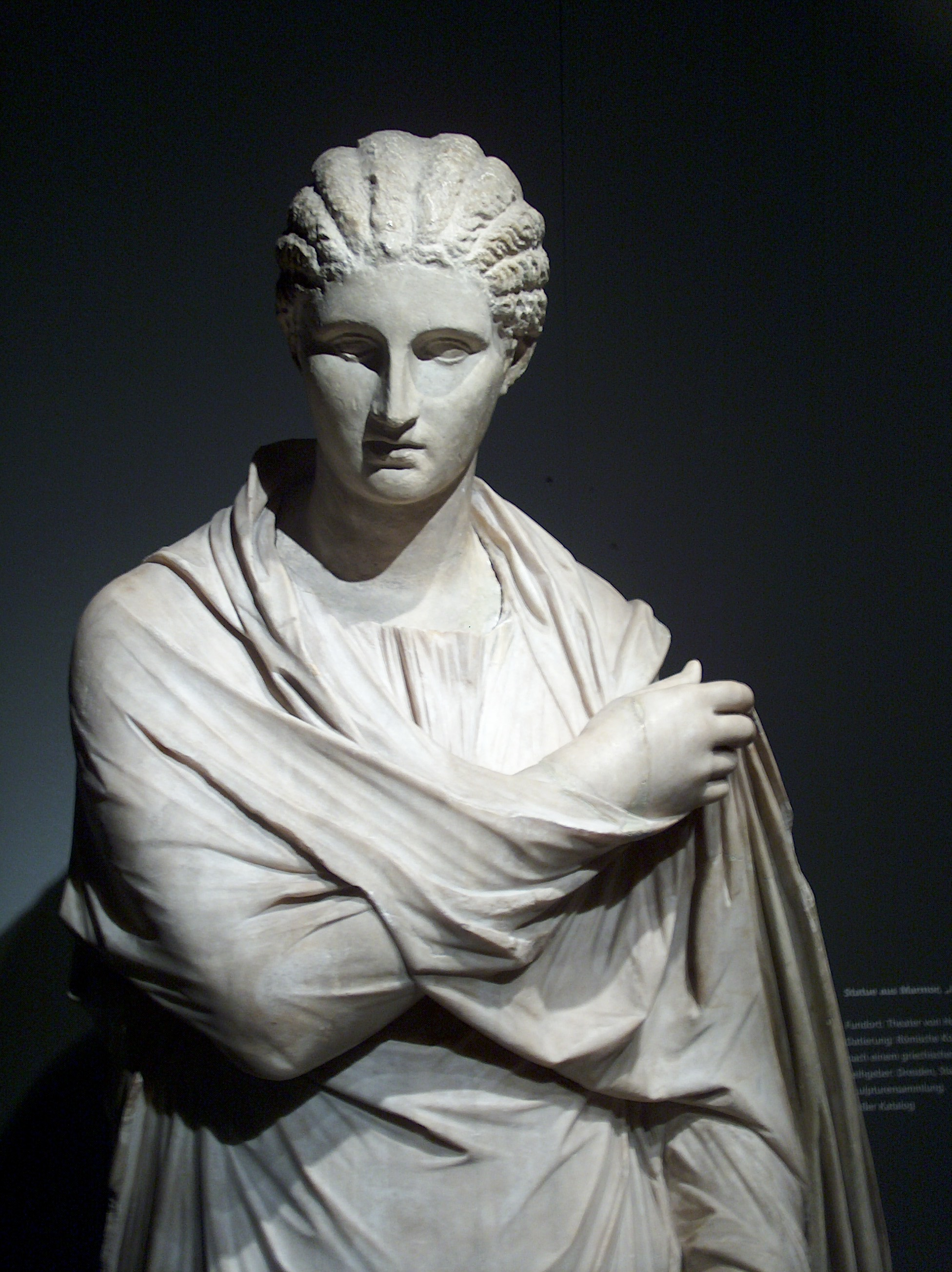
Die Kleine Herkulanerin, Staatliche Kunstsammlungen Dresden

Als Melonenfrisur wird eine Frisur von Frauen der griechisch-römischen Antike bezeichnet. Die zugleich strenge wie kunstvolle Frisur ist bis heute sehr augenfällig und war lange Zeit in Verwendung.

## Technik und Tragweise
Bei der sogenannten Melonenfrisur wurde das wie während der gesamten Antike üblicherweise von Frauen lang getragene Haar in Segmente („Rippen“) geteilt. Diese Segmente konnten unterschiedlich breit sein, mal schmaler, mal breiter. Sie wurden dann entweder in straffer oder gedrehter Form bis zum Hinterkopf geführt. Dort wurde das restliche Haar entweder zu einem Knoten oder Rundknoten geformt oder aber als Kranz um den Kopf gelegt. Daneben gab es abgewandelte Frisuren oder Frisuren mit Elementen der Melonenfrisur.
Die Frisur konnte zum einen offen getragen werden, zum anderen aber auch mit Kopfbedeckungen wie einem Schleier. Zudem waren auch andere Accessoires wie Haarbänder möglich. Das Haar konnte vollständig nach hinten geführt oder aber in Details variiert werden. So sind etwa bei Kleopatra die gelockten Strähnchen an den Ohren auffallend.

## Geschichte und Bedeutung
Die Melonenfrisur ist seit dem Ende des 5. Jahrhunderts v. Chr. in überlieferten Darstellungen bekannt. Insbesondere seit hellenistischer Zeit erfreute sich die Frisur einer großen Beliebtheit und weiten Verbreitung. Da die Etrusker sich zu dieser Zeit stark an den Griechen orientierten, findet sich der Frisurenstil im 4. Jahrhundert v. Chr. auch dort. Besonders beliebt war die Frisur bei den Königinnen des ptolemäischen Herrscherhauses Ägyptens. So ließen sich insbesondere Arsinoë I., Berenike I. und Arsinoë II., aber auch Kleopatra VII. mit dieser Frisur darstellen.
Bei den Römerinnen war die Frisur seit dem 1. Jahrhundert v. Chr. beliebt und blieb es bis in die hohe Kaiserzeit, zum Teil auch noch bis zum Ende der Antike. Neben Bildnissen junger Frauen trugen auch die Bildnisse jugendlicher beziehungsweise junger Göttinnen und Personifikationen die Melonenfrisur. Augustus ließ seine Enkelinnen an der Ara Pacis mit Melonenfrisuren darstellen. Die Melonenfrisur wurde insbesondere von Kindern und jungen Frauen getragen, war somit auch ein Zeichen von Jugendlichkeit. In der Kaiserzeit war es die typische Jungmädchenfrisur. Vor allem junge Kaiserinnen wurden oft mit dieser Haartracht gezeigt, gerade mit dem erklärten Ziel, deren Jugendlichkeit besonders herauszustellen. Schon Livia Drusilla, die Ehefrau des Augustus, wurde mehrfach mit einer Melonenfrisur gezeigt, sowohl barhäuptig als auch mit einer Kapuze bedeckt.
Die Melonenfrisur ist trotz der einfachen optischen Wirkung eine sehr komplexe Haartracht. Sie konnte schwerlich ohne die Hilfe anderer Personen frisiert werden und war dementsprechend zeit- und personalintensiv. Es ist deshalb anzunehmen, dass der Stil zwar nicht auf die Oberschicht begrenzt war, aber vor allem dort Verbreitung fand, wo man sich leisten konnte, Zeit und Energie in derartigen Aufwand zu stecken. Zudem ist unklar, ob es sich um eine Alltagsfrisur handelte oder ob sie nur zu speziellen Anlässen getragen wurde. Die erhaltenen Bildwerke geben darüber kaum Auskunft, da sie im Allgemeinen aus bestimmten Gründen oder zu speziellen Anlässen geschaffen wurden, selbst dann, wenn die genauen Zusammenhänge heute nicht immer klar sind.
Der moderne Begriff der Melonenfrisur stammt vom ähnlichen Aussehen der Frisur im Vergleich zu verschiedenen Melonen. In der literarischen Überlieferung wird die Frisur einmal von Ovid in der Ars amatoria erwähnt. Er nutzt hier allerdings nicht den Vergleich mit einer Melone, sondern einem Schildkrötenpanzer.
Auch in der Neuzeit werden Frisuren in der Art der Melonenfrisur weiterhin genutzt, eine direkte Verbindung zu den antiken Vorbildern ist jedoch nicht nachzuvollziehen.

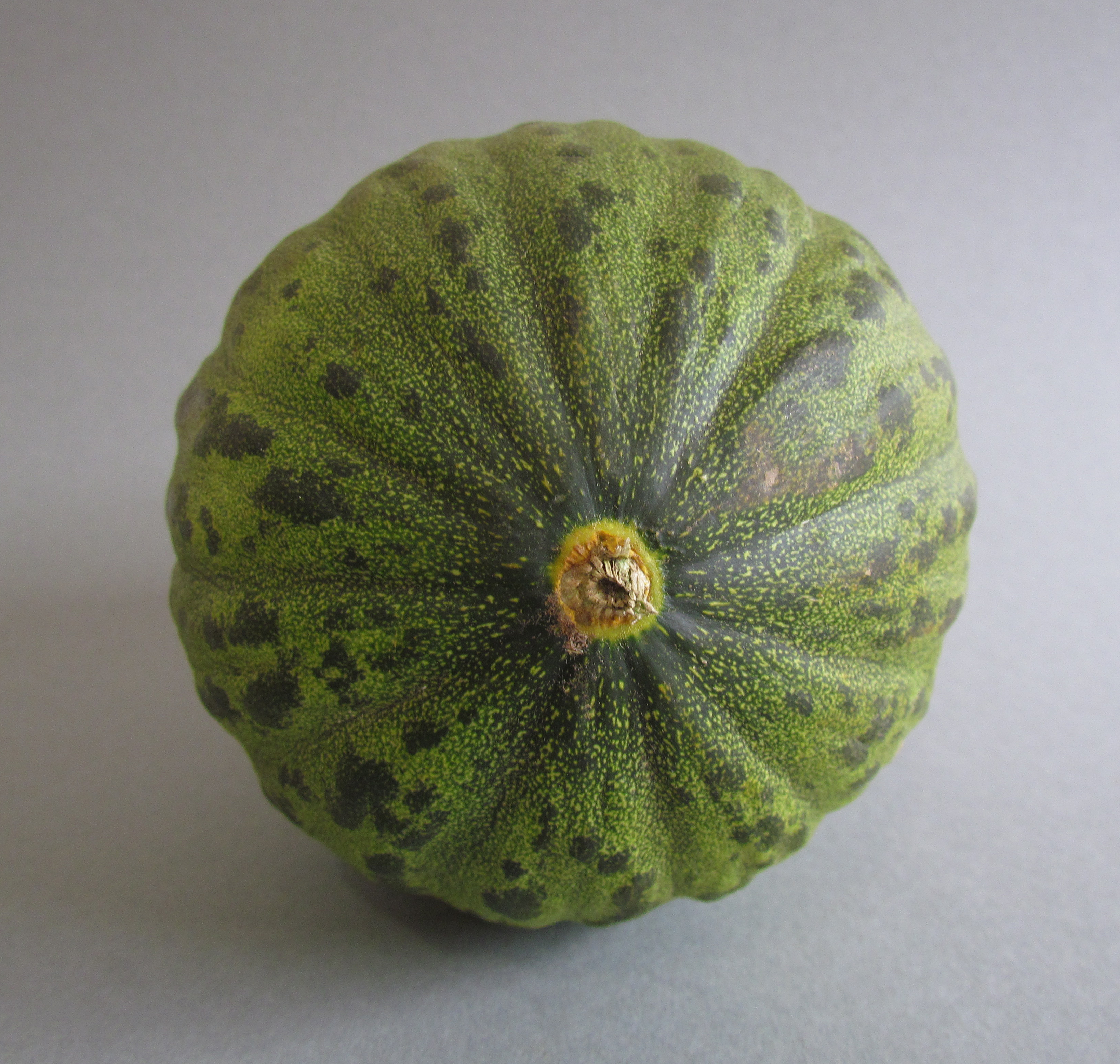
Zuckermelone (Cucumis melo inodorus) – Vorbild für die moderne Benennung
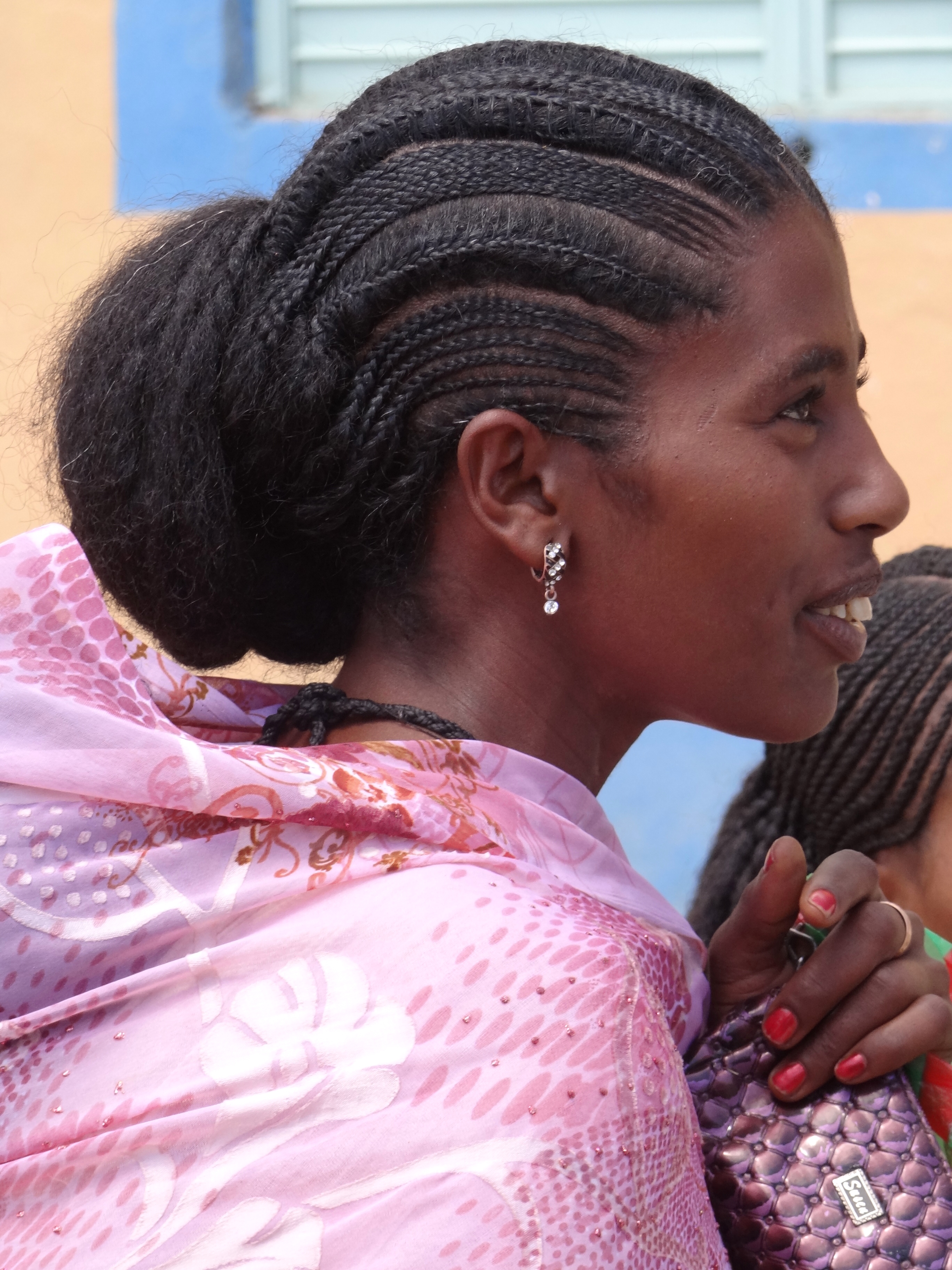
Moderne Frisur einer Äthiopierin in der Art der Melonenfrisur
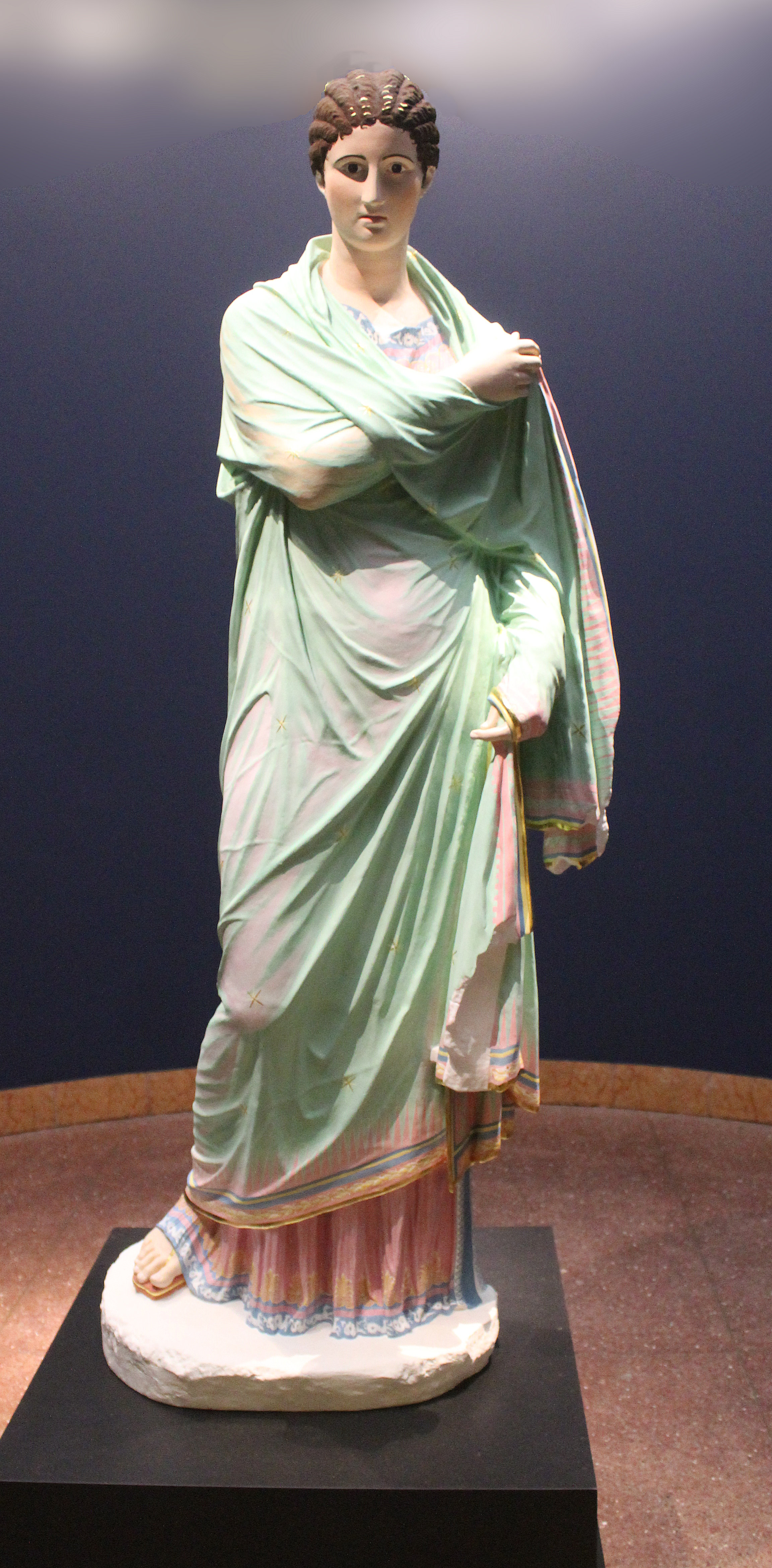
Farbrekonstruktion der Kleinen Herkulanerin im Frankfurter Liebieghaus

## Darstellungen
Die bekanntesten Darstellungen von Bildnissen mit Melonenfrisuren sind die seit 1737 im Besitz der Skulpturensammlung (Dresden) stehenden Herkulanerinnen, vor allem die sogenannte Große Herkulanerin, sowie die beiden Kleinen Herkulanerinnen, von denen auch der Kopf erhalten ist. Während die Kleine Herkulanerin ihren Kopf unbedeckt zeigt, verdeckt die Große Herkulanerin ihren zum Teil mit einer von ihrem Mantel gebildeten Kapuze. Bei den 1706 in Herculaneum gefundenen Statuen, die zu den herausragenden und bedeutendsten erhaltenen Bildwerken der Antike gehören, handelt es sich um römische Kopien aus Marmor älterer griechischer Werke, die wohl in Bronze gegossen worden waren. Beide Statuen werden meist Praxiteles, seinem Umkreis oder Nachfolgern zugeschrieben. Damit gehören die nicht überlieferten Originale zu den frühesten Darstellungen von Frauen mit Melonenfrisuren. Aus griechischer Zeit sind insbesondere Originale in Form von Tanagra-Figuren sowie andere Terrakotten und auch von Darstellungen auf Münzen erhalten. Letztere zeigen üblicherweise ptolemäische Königinnen.
Ein weiteres bekanntes Beispiel ist die Berliner Knöchelspielerin. Während unklar ist, wen das Bildnis zeigt – wahrscheinlich handelt es sich dabei um die Darstellung auf dem Grabmal einer jung verstorbenen Angehörigen des Kaiserhauses –, gilt als sicher, dass es auch hier eine römische Adaption eines hellenistischen Vorbildes ist. Andere Varianten der Statue zeigen allerdings andere Frisuren. Die römische Replik wird nicht selten – trotz ihres Charakters als Nachschöpfung eines hellenistischen Originals und Genremotives – als etwas in seiner gelungenen Form Einmaliges empfunden, wozu nicht unerheblich die Frisur beträgt, die zu diesem neugeschaffenen Anteil zu rechnen ist.
Neben den besonders bekannten Objekten ist die Frisur noch in einer großen Zahl weiterer antiker Bildwerke verschiedener Stilrichtungen und Materialgattungen überliefert. Aufgrund der Bekanntheit und Beliebtheit der Herkulanerinnen sowie der Knöchelspielerin fertigten zudem auch in moderner Zeit namhafte Künstler wie Wilhelm Jacobi, Moritz Daniel Oppenheim und Martin Gottlieb Klauer häufig Kopien an.

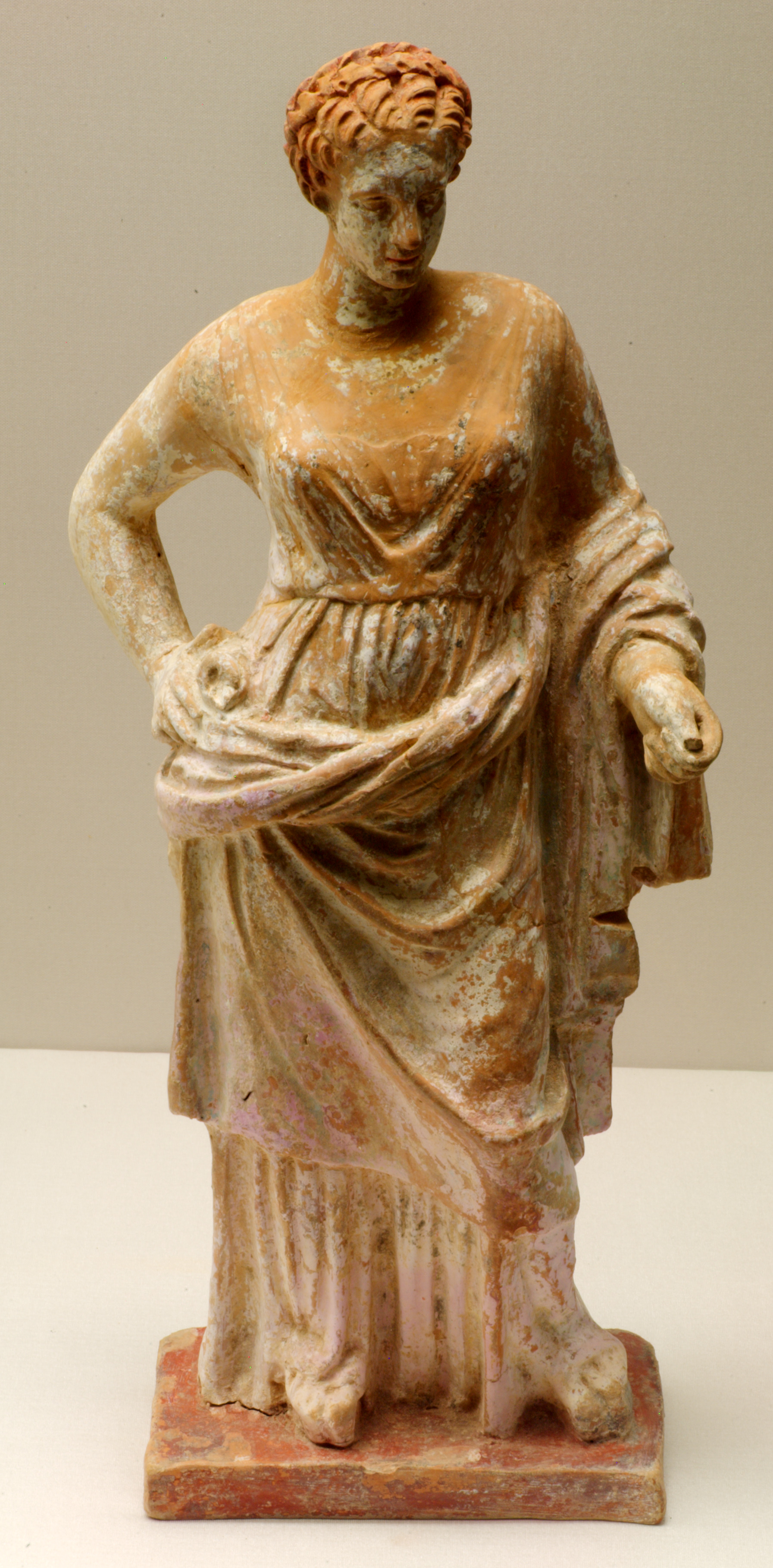
Griechische Terrakotta-Figur mit der Darstellung der Göttin Aphrodite mit einer Melonenfrisur; 4. Jahrhundert v. Chr.; Staatliche Antikensammlungen München
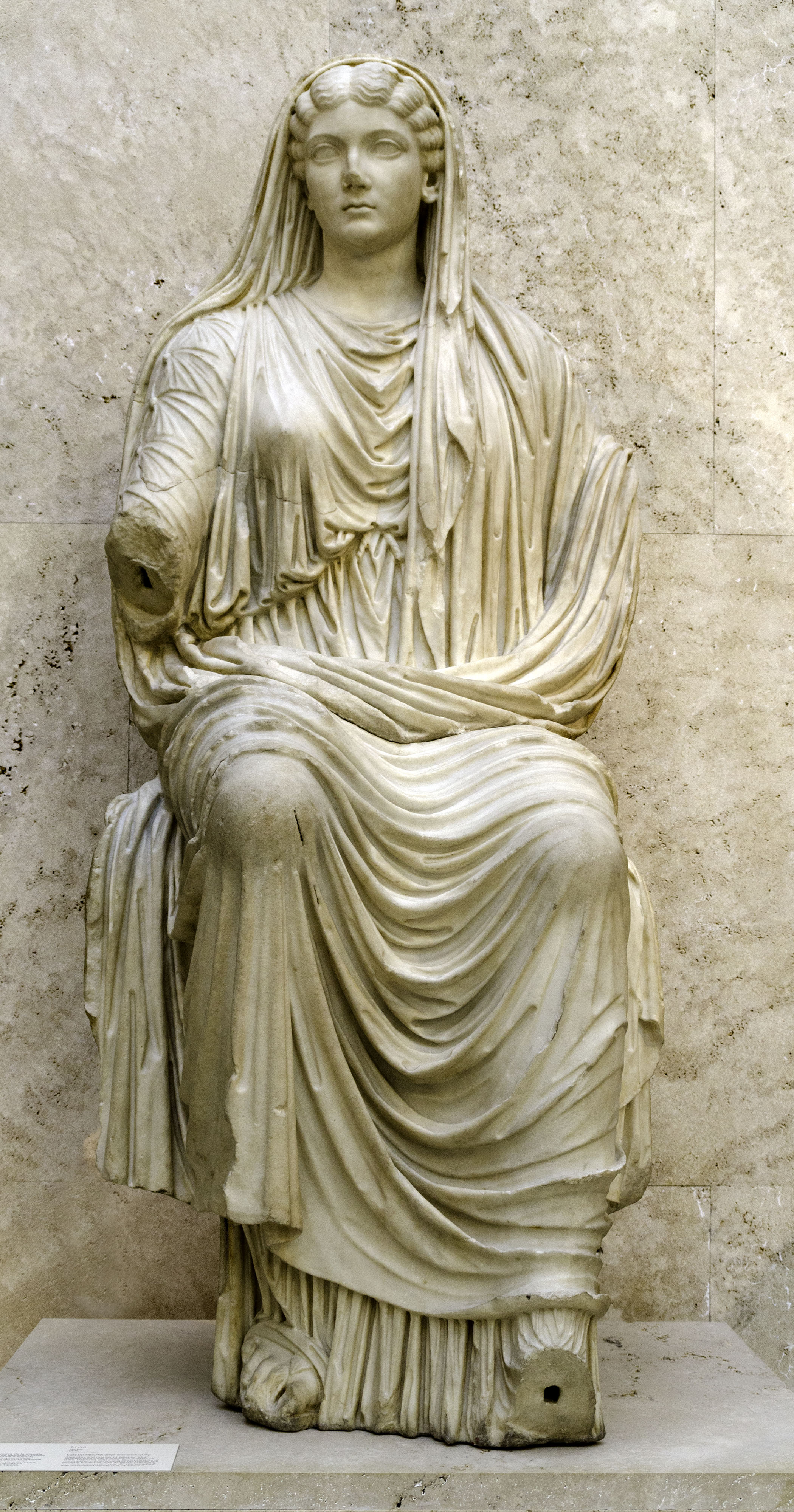
Sitzstatue der Livia mit über den Kopf gezogenem Mantel aus Paestum
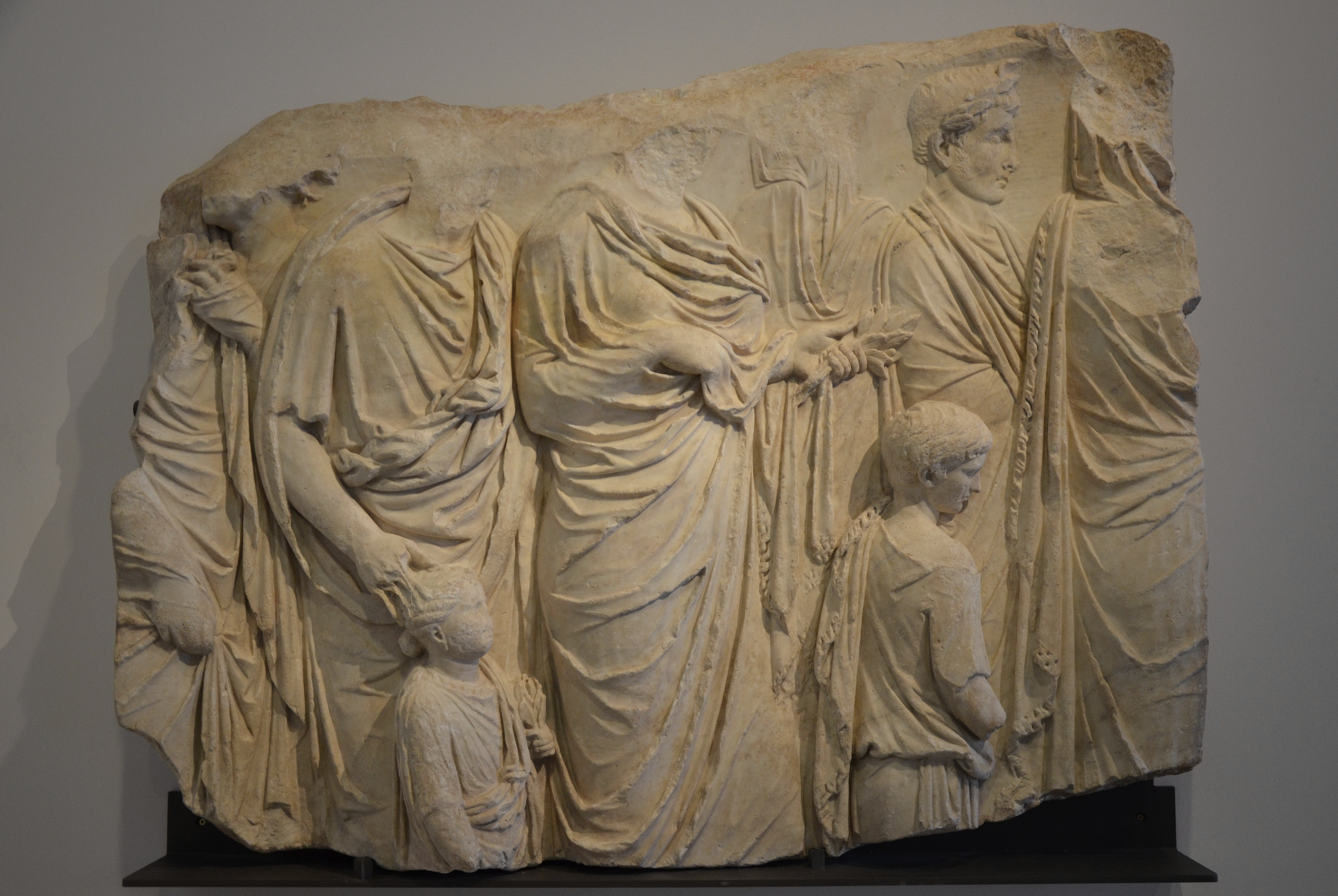
Fragment der Ara Pacis mit der Darstellung einer der Enkelinnen (kleinste Figur) des Augustus mit Melonenfrisur; Louvre
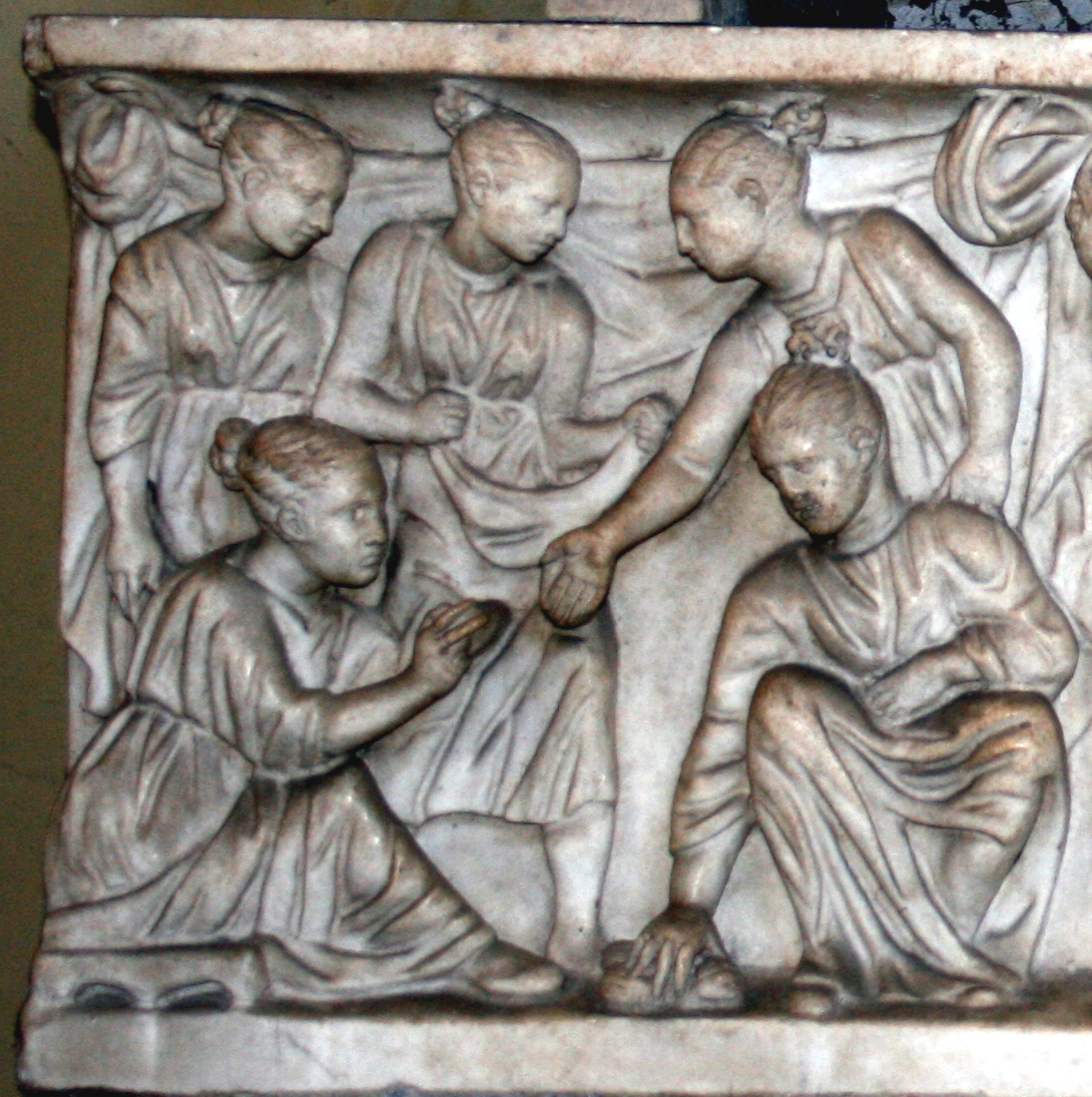
Eine Gruppe junger, spielender Mädchen auf einem Kindersarkophag im Museo Chiaramonti/Vatikanische Museum
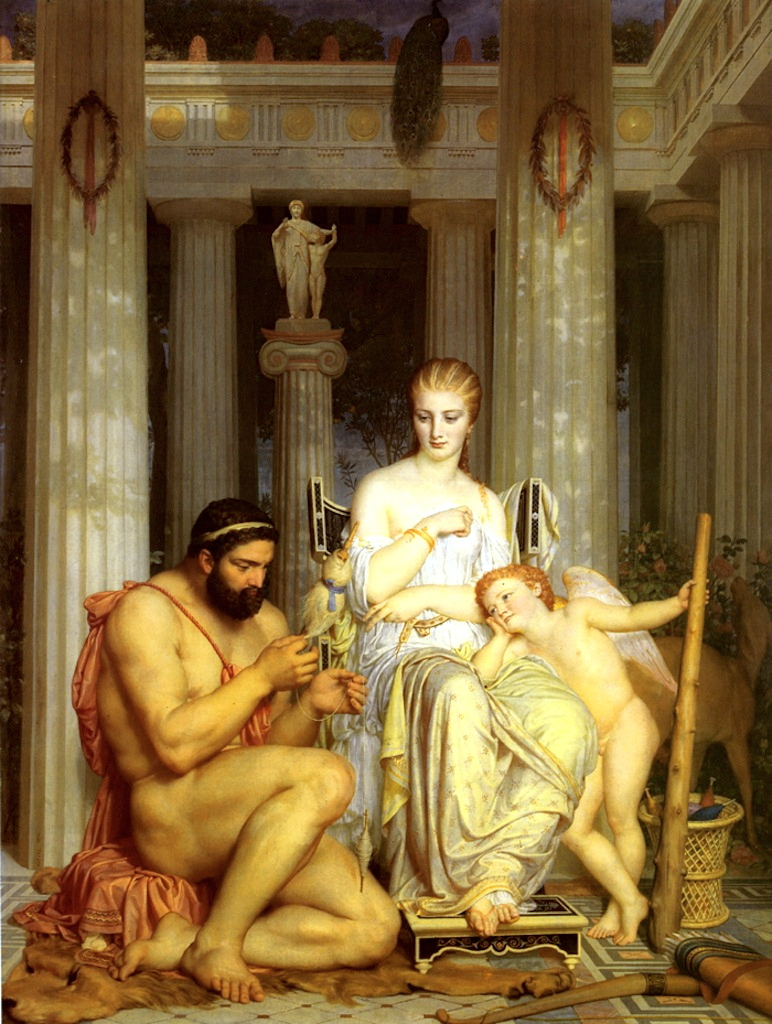
Omphale trägt in diesem Gemälde von Charles Gleyre aus dem Jahr 1862 eine Melonenfrisur